# Charles Vérel
Léon-Charles Vérel, dit Charles Vérel, né au Plantis en 1857 et mort en 1917 est un écrivain français.
Percepteur au Sap, Charles Vérel a écrit de nombreuses œuvres littéraires en normand méridional ainsi qu’un dictionnaire et une grammaire.
Charles Vérel a été, avec Octave Maillot, l’un des deux auteurs à écrire en langue vernaculaire normande du sud de la ligne Joret.

## Œuvres
- Dictionnaire du patois normand tel qu'il se parle dans l’arrondissement d’Alençon, Paris, la Normandie artistique et littéraire, 1897-1899
- Petite grammaire du patois de l’arrondissement d’Alençon, préface et notes de Gustave Le Vavasseur, Alençon, Renaut-de Broise, 1893
- Le Bréviaire des Normands, Préf. Stanislas Millet, Alençon, Laverdure, 1909
- Robe blanche, comédie en un acte (sans qui ni que), Alençon, Coueslant, 1912
- Ferrière-la-Verrerie, Alençon ; Condé-sur-Noireau, Renaut-De Broise ; Corlet, 1896 ; 2000
- Le Plantis, Condé-sur-Noireau, C. Corlet, 2000, Fac-sim. de l’éd. de 1893
- Le Marquisat de Courtomer, Courtomer, Maison de la presse, 1999
- Le Marquisat de Nonant, Alençon, Ory & Vente, 1908